# Lecane aspasia
Lecane aspasia is een raderdiertjessoort uit de familie Lecanidae. De wetenschappelijke naam van deze soort is voor het eerst geldig gepubliceerd in 1917 door Myers.